# Jan Alexandrowitsch Nepomnjaschtschi
Jan Alexandrowitsch Nepomnjaschtschi Ausspracheⓘ (russisch Ян Алекса́ндрович Непо́мнящий; wissenschaftliche Transliteration Jan Nepomnjaščij, Spitzname Nepo; * 14. Juli 1990 in Brjansk) ist ein russischer Schachspieler. Er ist seit 2007 Großmeister. Bei der Schachweltmeisterschaft 2021 war er der Herausforderer von Weltmeister Magnus Carlsen und bei der Schachweltmeisterschaft 2023 spielte er gegen Ding Liren. Mit Magnus Carlsen wurde er 2024 nach einem Unentschieden im Finale gemeinsam Weltmeister im Blitzschach.

## Leben
Nepomnjaschtschi erlernte das Schachspiel bereits mit viereinhalb Jahren. Er ist in einer intellektuellen und literaturbegeisterten Familie aufgewachsen; sein Großvater Boris Nepomnjaschtschi war ein in Brjansk bekannter Lyriker. Nepomnjaschtschis erste Schachtrainer waren – neben seinem Onkel Igor Nepomnjaschtschi – Walentin Jewdokimenko sowie Meister Waleri Silberstein und Großmeister Sergei Janowski. Als Siebenjähriger war er bereits Spieler der 1. Kategorie, ein Jahr darauf Meisteranwärter. Er gewann zahlreiche russische und internationale Jugendmeisterschaften. Unter anderem wurde er 2000 in Kallithea (Chalkidiki) Jugendeuropameister U10, 2001 an gleicher Stelle Sieger der Kategorie U12, in Peniscola 2002 verteidigte er seinen Titel. 2002 gewann er die Jugendweltmeisterschaft U12 vor Magnus Carlsen. 2003 gewann er ein Jungmeisterturnier in Kirischi vor Ildar Chairullin, Dmitri Andreikin und Maxim Matlakow. Ein Jahr später gewann er die russische Jugendmeisterschaft U18.
Im Jahr 2005 wurde er in Belfort Jugendweltmeister U16. Im Jahr 2006 qualifizierte er sich mit einem geteilten zweiten Platz in der ersten russischen Liga in Tomsk, einem Qualifikationsturnier für die russische Meisterschaft, erstmals für das Finale der russischen Meisterschaft, die im selben Jahr in Moskau ausgetragen wurde. Im Jahr 2007 wurde er Zweiter nach Michał Krasenkow, den er besiegte, beim Corus-C-Turnier in Wijk aan Zee. Im selben Jahr gewann er erneut das Jungmeisterturnier von Kirischi (nach Wertung vor Rauf Məmmədov, Parimarjan Negi und Sawen Andriasjan). 2007 verlieh ihm die FIDE den Großmeistertitel. 

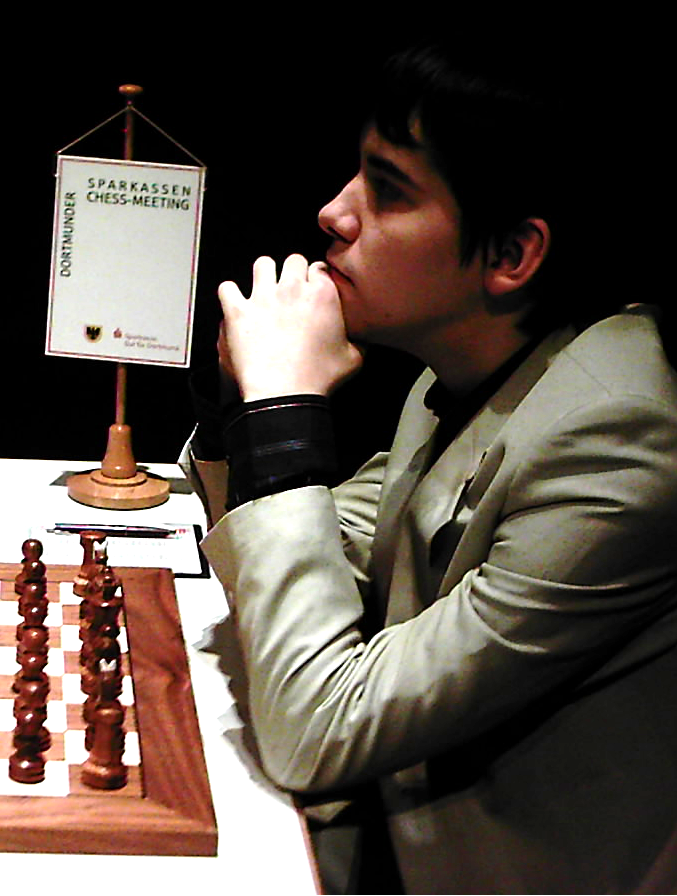
Jan Nepomnjaschtschi, Dortmund 2008

Sein bis dahin größter Erfolg war im Februar 2008 der Sieg beim Aeroflot Open in Moskau. Er erzielte 7 Punkte aus 9 Partien und wurde alleiniger Erster vor Alexander Motyljow und Alexei Drejew. Sein Sieg erbrachte ihm auch eine Einladung zu den Dortmunder Schachtagen 2008, einem der weltweit angesehensten Eliteturniere, bei dem er den geteilten 2. Platz belegte. Kurz darauf gewann er eines der weltgrößten Open, die Chess Classic in Mainz. Mit diesem Sieg durfte er 2009 um die Schnellschach-Weltmeisterschaft spielen, bei der er im Finale mit 1:3 gegen Lewon Aronjan unterlag. Im März 2010 gewann er in Rijeka die Europameisterschaft mit 9 Punkten aus 11 Partien. Im Dezember 2010 wurde er nach Stichkampf gegen Sergei Karjakin russischer Landesmeister. Bei der FIDE-Schnellschach-Weltmeisterschaft im Juni 2013 in Chanty-Mansijsk wurde er hinter Şəhriyar Məmmədyarov Zweiter. Bei der Blitzschach-Weltmeisterschaft im Juni 2014 in Dubai errang er hinter Magnus Carlsen die Silbermedaille. Im Juli 2018 gewann er mit 5 Punkten aus 7 Partien erstmals die Dortmunder Schachtage. Im Dezember 2020 gewann er in Moskau zum zweiten Mal die Landesmeisterschaft.
Über den FIDE Grand Prix 2019 qualifizierte er sich für das Kandidatenturnier 2020, das er nach der Wiederaufnahme vorzeitig am 26. April 2021 mit 8½ Punkten aus 14 Partien gewann.
Die auf das Kandidatenturnier 2020 folgende Schachweltmeisterschaft 2021 verlor er klar gegen den Titelverteidiger Magnus Carlsen mit 3,5:7,5.
Nach dem russischen Überfall auf die Ukraine 2022 unterschrieb er einen an Wladimir Putin gerichteten offenen Brief mit der Aufforderung, den Krieg zu beenden. 44 namhafte russische Schachspieler bekundeten darin „Solidarität mit den Menschen in der Ukraine“. Knapp ein Jahr nach Kriegsbeginn beschrieb er seine Haltung in einem Interview mit der Zeit mit „Das ist eine Tragödie. Viele Menschen sind getötet worden, Ukrainer wie Russen. Zugleich bin ich ein russischer Staatsbürger und wünsche meinem Land das Beste.“
Das Kandidatenturnier in Madrid 2022 gewann er eine Runde vor Ende mit einem Remis gegen Richárd Rapport. Wegen des Verbots der russischen Flagge bei FIDE-Turnieren in Folge des Ukraine-Überfalls spielte er dabei unter der Flagge der FIDE. Bei der anschließenden Schachweltmeisterschaft 2023 verlor er das Match im Tie-Break gegen seinen chinesischen Kontrahenten Ding Liren.
Als letztjähriger Unterlegener der Schachweltmeisterschaft war er automatisch für das Kandidatenturnier zur Schachweltmeisterschaft 2024 qualifiziert, das er mit einem halben Punkt Rückstand auf den Sieger Gukesh abschloss. Teil seines Unterstützungsteams war der deutsche Bundestrainer Jan Gustafsson.
Bei der Blitzschachweltmeisterschaft 2024 einigten sich Nepomnjaschtschi und Magnus Carlsen auf einen gemeinsamen Titelgewinn, nachdem Carlsen dies nach der siebten Partie im Finale bei einem Gleichstand von 3½:3½ vorgeschlagen hatte.
| Hier fehlt eine Grafik, die leider im Moment aus technischen Gründen nicht angezeigt werden kann. Wir arbeiten daran! |

## Nationalmannschaft
Nepomnjaschtschi nahm an der Schacholympiade 2010 mit der zweiten russischen Mannschaft und an der Schacholympiade 2014 mit der russischen Mannschaft teil. Er erreichte 2010 am ersten Brett und 2014 am Reservebrett jeweils das drittbeste Einzelergebnis. Er nahm außerdem an den Mannschaftsweltmeisterschaften 2011 und 2013 teil. 2013 gewann er mit Russland, 2011 erreichte er am dritten, 2013 am vierten Brett das beste Einzelergebnis. An der Mannschaftseuropameisterschaft nahm er 2011 und 2015 teil, er gewann diese 2015 mit Russland und erreichte gleichzeitig das drittbeste Ergebnis am vierten Brett.

## Vereine
In der russischen Mannschaftsmeisterschaft spielte Nepomnjaschtschi 2006 für Tomsk-400, mit denen er im gleichen Jahr den European Club Cup gewann, 2007 für Elara Tscheboksary, 2008 und 2009 für SchSM-64 Moskau, 2010 für Ural Jekaterinburg, 2011 und 2012 für Ekonomist-SGSEU-1 Saratow sowie 2013 und 2014 für SchSM-Nasche Nasledije Moskau.

## Trivia
Ins Deutsche übertragen bedeutet der russische Name Nepomnjaschtschi so viel wie „Derjenige, der sich nicht erinnert“.